# کالمانکا
کالمانکا (به لاتین: Kalmanka) یک روستا در روسیه است.